# Іїро Ярвінен
Іїро Ярвінен (фін. Iiro Järvinen, нар. 3 листопада 1996, Ювяскюля) — фінський футболіст, півзахисник, фланговий півзахисник клубу «КуПС».
Виступав, зокрема, за клуби «Ювяскюля» та «Ільвес», а також молодіжну збірну Фінляндії.

## Клубна кар'єра
Народився 3 листопада 1996 року в місті Ювяскюля. Вихованець футбольної школи клубу «Ювяскюля». Дорослу футбольну кар'єру розпочав 2013 року в основній команді того ж клубу, в якій провів три сезони, взявши участь у 51 матчі чемпіонату.
Своєю грою за цю команду привернув увагу представників тренерського штабу клубу «Ільвес», до складу якого приєднався 2017 року. Відіграв за команду з Тампере наступні три сезони своєї ігрової кар'єри. Більшість часу, проведеного у складі «Ільвеса», був основним гравцем команди.
До складу клубу «КуПС» приєднався 2021 року. Станом на 18 липня 2021 року відіграв за команду з Куопіо 6 матчів в національному чемпіонаті.

## Виступи за збірні
У 2014 році дебютував у складі юнацької збірної Фінляндії (U-18), загалом на юнацькому рівні взяв участь у 4 іграх.
Протягом 2017–2018 років залучався до складу молодіжної збірної Фінляндії. На молодіжному рівні зіграв у 5 офіційних матчах.

## Титули і досягнення
- Володар Кубка Фінляндії (3):

«Ільвес»: 2019
«КуПС»: 2021, 2022
- Володар Кубка фінської ліги (2):

«Інтер»: 2024, 2025